# Нурбанкгейт
В конце января — начале февраля 2007 года начали развиваться громкие события, связанные с похищением руководителей Нурбанка крупным акционером этого банка Рахатом Алиевым, позднее ставшие известными как «Нурбанкгейт».

## Похищения и последующие убийства
1 февраля 2007 года Алиев на своём автомобиле вместе с советником первого зампреда Нурбанка Вадимом Кошляком вывезли из банка председателя правления Абильмажина Гилимова; на другом автомобиле был вывезен бывший первый зампред банка Жолдас Тимралиев. Оба похищенных в течение двух дней удерживались на территории подсобного хозяйства ТОО «Агрофирма „Агротекс“», принадлежащего отцу Рахата Алиева — Мухтару Алиеву, с целью вымогательства; Алиев требовал от Гилимова и Тимралиева переоформить на него своё имущество.
9 февраля Алиев на своём автомобиле вместе с Вадимом Кошляком вновь вывезли в неизвестном направлении Тимралиева, а также завхоза банка Айбара Хасенова. После чего след указанных лиц пропал. Первые расследование и заочный судебный процесс 2008 года не содержали обвинений в убийствах.
В июне 2011 года, после обнаружения останков первого зампреда Тимралиева и завхоза банка Хасенова, пропавших в 2007 году, Алиеву было предъявлено заочное обвинение в их убийстве.

## Объявление розыска
В мае 2007 года против Алиева было возбуждено уголовное дело по обвинению в похищении топ-менеджеров «Нурбанка» Жолдаса Тимралиева и Айбара Хасенова. (по ч. 3 ст. 125 Уголовного Кодекса РК — «похищение людей, совершённое организованной группой, неоднократно, с применением оружия и насилия, опасного для жизни и здоровья в отношении двух и более лиц, из корыстных побуждений»). 26 мая 2007 года по представлению министра внутренних дел РК Бауржана Мухамеджанова указом президента РК Р. М. Алиев смещён со всех постов; объявлен в международный розыск. В тот же день Рахат Алиев заявил о переходе в оппозицию к президенту Назарбаеву. 28 мая 2007 года Генеральная прокуратура РК санкционировала арест Р. М. Алиева, и в Вену прибыла оперативно-следственная группа спецслужб во главе с заместителем генерального прокурора Казахстана А. К. Даулбаевым.
1 июня 2007 года Алиев был задержан австрийской полицией, но вскоре отпущен под залог и подписку о невыезде; после обратился к властям с просьбой предоставить австрийское гражданство. В августе 2007 года австрийский суд отклонил экстрадицию Алиева в Казахстан, ссылаясь на отсутствие гарантий объективного расследования.

## Заочный судебный процесс в Казахстане
Судебный процесс в Казахстане начался 9 ноября 2007 года. 15 января 2008 года Р. М. Алиев был заочно осуждён казахским судом на 20 лет лишения свободы за похищение топ-менеджеров «Нурбанка» (ч. 3 ст. 125 УК РК).
25 марта 2008 года по обвинению в создании и руководстве организованной преступной группировкой из шестнадцати человек военным судом Акмолинского гарнизона Р. М. Алиев был заочно приговорён к 20 годам колонии строгого режима с конфискацией имущества: был признан виновным в злоупотреблении властью и служебным положением (ч.2 ст.380 УК РК), хищении государственного имущества в крупном размере (ч.3-а, б ст.176), создании и руководстве организованной преступной группой (ч.4 ст.235), хищении огнестрельного оружия и боеприпасов (ч. 4-а ст. 255), их незаконном хранении и перевозке (ч.3 ст.251), незаконном получении и разглашении государственных секретов (ч. 4 ст. 172), действиях, направленных на насильственный захват власти (ч.1 ст.168 УК РК). Указом Президента Республики Казахстан от 20 апреля 2008 года лишён наград, специального звания «генерал-майор финансовой полиции» и воинского звания «генерал-майор», а также дипломатических рангов.
В марте 2008 года посольство Казахстана в Австрии информировало МИД Австрии о том, что доверенные лица Р. М. Алиева использовали формуляр с подделанной подписью посла. Из этого следует, что Рахат Алиев и его сотрудники на регулярной основе использовали в своей работе подделки.

### Вопрос экстрадиции
Чиновники Казахстана, депутаты Мажилиса и другие официальные лица заявляли, что Алиев должен быть экстрадирован в Казахстан. 
При этом австрийская сторона неуклонно отвечала, что выдача не может быть проведена, так как Австрия в таком случае не может быть уверена в надлежащей безопасности Алиева и отсутствии незаконного преследования его со стороны властей Казахстана. Однако, на отношения двух стран этот инцидент не повлиял, Казахстан и Австрия продолжали динамично развивать своё сотрудничество.
Экс-председатель КНБ РК Альнур Мусаев подтвердил, что все обвинения против Рахата Алиева соответствуют действительности.
После обнаружения останков руководителей «Нурбанка», суд Вены в июне 2011 года вновь отказался экстрадировать Алиева в Казахстан.

### Заявления Алиева
С 2008 года Рахат Алиев неоднократно выступал в оппозиционной прессе, по телеканалу К+, а также радио «Азаттык». В своих выступлениях он пытался представить себя как главного оппозиционера в стране. В июле 2008 года в интервью The Wall Street Journal обвинил бывшего тестя в коррупции — присвоении миллиардов долларов из государственного бюджета, владении долями в медной, урановой и нефтегазовой промышленности, сетью офшорных банковских счетов. Некоторые из своих заявлений Р. М. Алиев подтвердил банковскими документами из Ливана и копиями чеков, выписанных на банки в Индонезии и Лихтенштейне

## Арест и повешение Алиева в Вене
5 июня 2014 года на основании материалов о похищении и убийстве топ-менеджеров «Нурбанка» Тимралиева и Хасенова был арестован в Вене. Бывший зять Назарбаева сам сдался австрийской полиции, он ожидал начала судебного процесса, обсуждался также вопрос о его экстрадиции в Казахстан.
Утром 24 февраля 2015 года в 07:20 по среднеевропейскому времени (09:20 по МСК) Алиев был обнаружен повешенным в ванной комнате камеры тюрьмы в районе Йозефштадт города Вены. Персонал тюрьмы и адвокаты не считали Алиева склонным к суицидальным намерениям, однако было известно, что ему угрожали расправой неизвестные лица, при этом, как сообщается, эту расправу собирались замаскировать под суицид.
Адвокат Алиева Манфред Айнедтер усомнился в самоубийстве своего подзащитного. В то же время Министерство юстиции Австрии официально подтвердило факт самоубийства Рахата Алиева в тюремной камере. Сразу после этого министерство иностранных дел Казахстана сообщило о том, что правоохранительные органы Казахстана настаивают на своем участии в расследовании обстоятельств смерти Алиева.
Вывод о самоубийстве как причине смерти сделан в процессе двух судебно-медицинских экспертиз — в Вене и Санкт-Галлене (Швейцария). С выводами этих экспертиз впоследствии согласились и адвокаты Рахата Алиева, в том числе Манфред Айнедтер.
Алиев совершил самоубийство на сороковины своего отца.